# Osaki
Osaki (大崎 Osaki-shi) é uma cidade localizada na província de Miyagi , Japão . Sua área é de 796,76 km ² e sua população é de 135.129 a partir de 1 de novembro de 2010.
A cidade foi criada em 31 de março de 2006, quando diversas jurisdições fundiram juntos.